# Souvigny-de-Touraine
Souvigny-de-Touraine är en kommun i departementet Indre-et-Loire i regionen Centre-Val de Loire i de centrala delarna av Frankrike. Kommunen ligger i kantonen Amboise som tillhör arrondissementet Tours. År 2022 hade Souvigny-de-Touraine 391 invånare.

## Befolkningsutveckling
Antalet invånare i kommunen Souvigny-de-Touraine
Referens:INSEE